# Lombardi Award
Le Rotary Lombardi Award récompense annuellement le meilleur homme de ligne (lineman) ou linebacker du football américain universitaire.
Le prix est créé en 1970 par le Rotary Club de Houston, peu de temps après le décès de Vince Lombardi (le trophée du Super Bowl porte également son nom).
Le comité du Club a défini les critères d'admissibilité pour l'attribution du prix, critères toujours d'actualité :
- le joueur doit être soit un linebacker soit homme de ligne défensif ou offensif ;
- le joueur doit évoluer à maximum 5 yards de la ligne d'engagement (ligne de scrimmage ;
- un joueur candidat doit faire preuve de leadership, de courage, de discipline et montrer du respect pour l'autorité.
Le trophée est composé en plus grosse partie d'un bloc de granit (en référence au passage de Lombardi à l'université Fordham comme homme de ligne offensif lorsque sa ligne était surnommée la Seven Blocks of Granite (les sept blocs de granit).
Les personnes participant au vote sont actuellement environ 500 et se composent des entraîneurs principaux de la Division I NCAA, de certains membres des médias sportifs de tout le pays et d'anciens gagnants et finalistes du Rotary Lombardi Award.
Les Buckeyes d'Ohio State ont remporté à 6 reprises le trophée (record actuel).
En 2011, les Lions de Détroit deviennent la première franchise NFL à sélectionner le gagnant du Lombardi lors de deux drafts successives (Ndamukong Suh, 2e choix global en 2010 et Nick Fairley, 13e choix global en 2011).
Orlando Pace, seul joueur à avoir reporté à deux reprises le prix (en 1995 et 1996), est le dernier homme de ligne offensif à l'avoir gagné. Il fut par la suite intronisé au Pro Football Hall of Fame après sa carrière chez les Rams de Saint-Louis.

## Palmarès
| Années | Joueurs           | Équipes                      | Postes |
| ------ | ----------------- | ---------------------------- | ------ |
| 1970   | Jim Stillwagon    | Buckeyes d'Ohio State        | MG     |
| 1971   | Walt Patulski     | Fighting Irish de Notre-Dame | DT     |
| 1972   | Rich Glover       | Cornhuskers du Nebraska      | MG     |
| 1973   | John Hicks        | Buckeyes d'Ohio State        | OT     |
| 1974   | Randy White       | Terrapins du Maryland        | DT     |
| 1975   | Lee Roy Selmon    | Sooners de l'Oklahoma        | DE     |
| 1976   | Wilson Whitley    | Cougars de Houston           | DE     |
| 1977   | Ross Browner      | Fighting Irish de Notre-Dame | DE     |
| 1978   | Bruce Clark       | Nittany Lions de Penn State  | DT     |
| 1979   | Brad Budde        | Trojans de l'USC             | OG     |
| 1980   | Hugh Green        | Panthers de Pittsburgh       | DE     |
| 1981   | Kenneth Sims      | Longhorns du Texas           | DT     |
| 1982   | Dave Rimington    | Cornhuskers du Nebraska      | C      |
| 1983   | Dean Steinkuhler  | Cornhuskers du Nebraska      | OT     |
| 1984   | Tony Degrate      | Longhorns du Texas           | DT     |
| 1985   | Tony Casillas     | Sooners de l'Oklahoma        | MG     |
| 1986   | Cornelius Bennett | Crimson Tide de l'Alabama    | OLB    |
| 1987   | Chris Spielman    | Buckeyes d'Ohio State        | ILB    |
| 1988   | Tracy Rocker      | Tigers d'Auburn              | DT     |
| 1989   | Percy Snow        | Spartans de Michigan State   | ILB    |
| 1990   | Chris Zorich      | Fighting Irish de Notre-Dame | NG     |
| 1991   | Steve Emtman      | Huskies de Washington        | DT     |
| 1992   | Marvin Jones      | Seminoles de Florida State   | ILB    |
| 1993   | Aaron Taylor      | Fighting Irish de Notre-Dame | OT     |
| 1994   | Warren Sapp       | Hurricanes de Miami          | DT     |
| 1995   | Orlando Pace      | Buckeyes d'Ohio State        | OT     |
| 1996   | Orlando Pace      | Buckeyes d'Ohio State        | OT     |

| Années | Joueurs                | Équipes                          | Postes |
| ------ | ---------------------- | -------------------------------- | ------ |
| 1997   | Grant Wistrom          | Cornhuskers du Nebraska          | DE     |
| 1998   | Dat Nguyen             | Aggies de Texas A&M              | ILB    |
| 1999   | Corey Moore            | Hokies de Virginia Tech          | DE     |
| 2000   | Jamal Reynolds         | Seminoles de Florida State       | DT     |
| 2001   | Julius Peppers         | Tar Heels de la Caroline du Nord | DE     |
| 2002   | Terrell Suggs          | Sun Devils d'Arizona State       | DE     |
| 2003   | Tommie Harris          | Sooners de l'Oklahoma            | DT     |
| 2004   | David Pollack          | Bulldogs de la Géorgie           | DE     |
| 2005   | A. J. Hawk             | Buckeyes d'Ohio State            | ILB    |
| 2006   | LaMarr Woodley         | Wolverines du Michigan           | ILB    |
| 2007   | Glenn Dorsey           | Tigers de LSU                    | DT     |
| 2008   | Brian Orakpo           | Longhorns du Texas               | DE     |
| 2009   | Ndamukong Suh          | Cornhuskers du Nebraska          | DT     |
| 2010   | Nick Fairley           | Tigers d'Auburn                  | DT     |
| 2011   | Luke Kuechly           | Eagles de Boston College         | ILB    |
| 2012   | Manti Te'o             | Fighting Irish de Notre-Dame     | ILB    |
| 2013   | Aaron Donald           | Panthers de Pittsburgh           | DT     |
| 2014   | Scooby Wright III (en) | Wildcats de l'Arizona            | ILB    |
| 2015   | Carl Nassib            | Nittany Lions de Penn State      | DT     |
| 2016   | Jonathan Allen         | Crimson Tide de l'Alabama        | DE     |
| 2017   | Bryce Love (en)        | Cardinal de Stanford             | RB     |
| 2018   | Ugochukwu Amadi (en)   | Ducks de l'Oregon                | S      |
| 2019   | Joe Burrow             | Tigers de LSU                    | QB     |
| 2020   | Zaven Collins          | Golden Hurricane de Tulsa        | LB     |
| 2021   | Aidan Hutchinson       | Wolverines du Michigan           | DE     |
| 2022   | Will Anderson Jr.      | Crimson Tide de l'Alabama        | LB     |
| 2023   | Laiatu Latu (en)       | Bruins de l'UCLA                 | DE     |

## Statistiques par équipes

Ancien logo du Lombardi Award.

| Équipes                      | Nombre |
| ---------------------------- | ------ |
| Buckeyes d'Ohio State        | 6      |
| Cornhuskers du Nebraska      | 5      |
| Fighting Irish de Notre-Dame | 5      |
| Crimson Tide de l'Alabama    | 3      |
| Sooners de l'Oklahoma        | 3      |
| Longhorns du Texas           | 3      |
| Tigers d'Auburn              | 2      |
| Seminoles de Florida State   | 2      |
| Tigers de LSU                | 2      |
| Wolverines du Michigan       | 2      |
| Nittany Lions de Penn State  | 2      |
| Panthers de Pittsburgh       | 2      |
| Wildcats de l'Arizona        | 1      |
| Sun Devils d'Arizona State   | 1      |
| Eagles de Boston College     | 1      |
| Bulldogs de la Géorgie       | 1      |

| Équipes                          | Nombre |
| -------------------------------- | ------ |
| Cougars de Houston               | 1      |
| Terrapins du Maryland            | 1      |
| Hurricanes de Miami              | 1      |
| Spartans de Michigan State       | 1      |
| Tar Heels de la Caroline du Nord | 1      |
| Ducks de l'Oregon                | 1      |
| Cardinal de Stanford             | 1      |
| Aggies de Texas A&M              | 1      |
| Golden Hurricane de Tulsa        | 1      |
| Trojans de l'USC                 | 1      |
| Hokies de Virginia Tech          | 1      |
| Huskies de Washington            | 1      |
| Bruins de l'UCLA                 | 1      |